# 涅格羅韋茨山
48°29′54.9″N 23°43′1.1″E / 48.498583°N 23.716972°E
内格羅韋茨山（烏克蘭語：Неґровець）是烏克蘭西部的山峰，屬於烏克蘭喀爾巴阡山脈的一部分。該山峰位於外喀爾巴阡州的胡斯特區，海拔高度1,707米。